# Пам'ятники Прилук
Стаття Пам'ятники Прилук призначена для ознайомлення, в тому числі й візуального з існуючою міською скульптурою в районному центрі Чернігівської області місті Прилуках.
У сучасних Прилуках встановлено досить багато (загалом більше 20) пам'ятників, пам'ятних знаків та скульптур, як за СРСР, так і за незалежності України.
Пам'ятники Прилук:
| Назва                                                               | Рік встановлення | Розташування                                                                    | Фото | Короткі відомості |
| Загиблим у 2-й світовій війні воїнам-прилучанам                     |                  | Центральне кладовище                                                            |      | |
| Загиблим у 2-й світовій війні воїнам-прилучанам                     |                  | Вулиця Київська                                                                 |      | |
| Нафтовій качалці                                                    |                  | Вулиця Вокзальна                                                                |      | |
| Жінці з дитиною                                                     |                  | На території агротехнікуму                                                      |      | |
| Олегу Кошовому                                                      | 1980             | Сквер Олега Кошового у центрі міста                                             |      | Встановлений у 1980 році на подвір'ї музею Олега Кошового. У 2010 році пам'ятник перенесено у центр міста, де раніше стояв бюст Кошового. |
| Олегу Кошовому (погруддя)                                           | 1965             | Подвір'я музею Олега Кошового                                                   |      | Встановлене у сквері на Центральній площі 8 травня 1965 року. Перенесене на подвір'я музею Олега Кошового у 2010 році. |
| Святій Трійці                                                       |                  | Соборна площа                                                                   |      | |
| Л. В. Забашті                                                       | 2011             | на вулиці Київській                                                             |      | Пам'ятник Л. В. Забашті був споруджений у 2011 році. |
| Йоасафові Білгородському                                            | 2011             | на площі Йоасафа Бєлгородського                                                 |      | Пам'ятник Йоасафові Білгородському був споруджений у 2011 році. |
| В. І. Маслову                                                       | 2011             | на вулиці Київській, біля краєзнавчого музею                                    |      | Пам'ятник В. І. Маслову був споруджений у 2011 році. Автор — прилуцький архітектор Павло Бережний. |
| Дубинському Іванові                                                 | 1990             | Центральний сквер                                                               |      | Брозове погруддя Іванові Дубинському встановлене у вересні 1990 року в центральному сквері поблизу універмага на гранітному постаменті. Скульптор — Т. М. Братерський |
| Загиблим воїнам АТО та ООС                                          | 2019             | у міському сквері біля Центральної площі                                        |      | Гранітний пам'ятник на честь загиблих у АТО та ООС (2014—) воїнів-прилучан був відкритий 14 квітня 2019 року. Автор — прилуцький архітектор Павло Бережний. |
| Героям ліквадаторам аварії на ЧАЕС                                  | 1996             | Біля Стрітенської церкви                                                        |      | Пам'ятник відкрито 26 квітня 1996 на честь прилучан, які постраждали від наслідків аварії на ЧАЕС. Над гранітним постаментом пам'ятника у вигляді хреста на металевих стовпах підвішено дзвін. Автор — прилуцький архітектор Павло Бережний. |
| Воїнам, загиблим в Афганістані                                      | 1995             | у міському сквері біля Центральної площі                                        |      | Пам'ятник—каплиця на честь загиблих у Радянсько-Афганській війні (1979—89) воїнів-прилучан був споруджений у 1995 році. Автор — прилуцький архітектор Павло Бережний. |
| Жертвам фашизму                                                     | 1995             | на вулиці Київській — між будинками № 232 і № 234                               |      | Сучасний пам'ятник-меморіал Жертвам нацистів у роки німецько-радянської війни у Другій світовій (до 15 тисяч розстріляних і закатованих) був 7 травня 1978 року. Автори пам'ятника — архітектор В. Г. Штолько і скульптор В. П. Луцак. |
| Шевченку Тарасу                                                     | 2007             | у міському сквері на Центральній площі на розі вулиць Київської та Незалежності |      | Пам'ятник великому українському поету та мислителю Тарасові Шевченку було урочисто відкрито на День міста 22 вересня 2007 року; він вважається першим у своєму роді Шевченкові-митцю, а не поету, як зазвичай. Автори пам'ятника — Народний художник України Володимир Небоженко (м. Дніпропетровськ) і прилуцький скульптор Семен Кантур та архітектор Павло Бережний.           |
| Шевченку Тарасу (погруддя)                                          | 1962             | на подвір'ї школи № 7                                                           |      | Спершу було встановлене на Центральній площі на місці пам'ятника Леніну, але з його відновленням у 1944 року перенесене ближче до собору Різдва Богородиці, а 1962 року — на сучасне місце, до невеликого скверу поблизу Спасо-Преображенської собору (зараз на території школи № 7)                                                                                              |
| Шевченку Тарасу (погруддя)                                          | 19??             | на подвір'ї Агротехнічого коледжу                                               |      | ... |
| Шевченку Тарасу (погруддя)                                          | 19??             | по вулиці Київській                                                             |      | ... |
| Яковченку Миколі                                                    | 2008             | на Театральній площі біля Прилуцького МБК                                       |      | Пам'ятник знаному українському театральному і кіноакторові Народному артисту України прилучанину Миколі Федоровичу Яковченку був урочисто відкритий 17 травня 2008 року. Він є практично копією (з деякими цікавими відмінностями) пам'ятника артистові (2000) біля київського театру, де він працював, і виконаний тим же автором — Народним художником України В. А. Чепеликом. |
| на честь 900-річчя Прилук                                           | 1992             | на Валу                                                                         |      | Пам'ятник на честь 900-річчя Прилук був відкритий 22 серпня 1992 року. Автор — скульптор С. Т. Кантур. |
| Працівникам заводу «Будмаш», загиблим під час другої світової війни |                  | Парк ЦТДЮ                                                                       |      | Пам'ятник працівникам заводу «Будмаш», загиблим під час другої світової війни |

## Колишні пам'ятники
| Назва             | Рік встановлення | Розташування         | Фото | Короткі відомості |
| Леніну Володимиру | 1976             | на Центральній площі |      | Цей пам'ятник російському революціонеру, партійному діячеві, першому керівнику радянської держави Леніну був відкритий у 1976 році. Автори — скульптори М. Д. Грицюк, Ю. Л. Синькевич та архітектор А. Ф. Ігнащенко. Пам'ятник був знесений 21 лютого 2014 року більш ніж п'ятьма тисячами прилучан в рамках «Ленінопаду» під час Євромайдану. На його місці можливе встановлення пам'ятного знаку на честь Героїв Майдану. |
| Йосипу Сталіну    | 1947-1948        | на Центральній площі |      | Бетонний пам'ятник Йосипу Сталіну було встановлено в 1947-1948 роках, а прибрано 1954 року |

## Виноски
1. ↑  У Прилуках встановили пам'ятник воїнам, які загинули на сході України. YouTube. Суспільне Чернігів. 12 квітня 2019. Процитовано 1 квітня 2022.{{cite web}}:  Обслуговування CS1: Сторінки з параметром url-status, але без параметра archive-url (посилання)
2. ↑  Пам'ятник Миколі Яковченку відкрили в Прилуках (рос.) // «Газета по-українськи» № 614 за 23 травня 2008 року
3. ↑  Леніну В. І. Пам'ятники // Чернігівщина:Енциклопедичний довідник, К.: УРЕ і м. М. П. Бажана, 1990. — с. 397
4. ↑  В Прилуках завалили «золотого» Леніна
5. 1 2  В Прилуках люди снесли памятник Ленину, вместо которого построят памятный знак героям Майдана. Архів оригіналу за 22 лютого 2016. Процитовано 25 лютого 2014.